# The Walking Dead: Michonne
The Walking Dead: Michonne è un videogioco d'avventura grafica interattiva a episodi basato sulla serie The Walking Dead, pubblicato e sviluppato da Telltale Games e Skybound. Lo svolgimento del gioco si sviluppa nell'arco di tempo tra l'episodio 126 e 139 del fumetto di Robert Kirkman; la trama segue le vicende di Michonne durante il suo allontanamento dal gruppo di Rick Grimes. Il gioco è composto da una stagione di tre episodi, rilasciati rispettivamente il 23 febbraio 2016, il 29 marzo 2016 e il 26 aprile 2016.

## Modalità di gioco
The Walking Dead: Michonne è un'avventura grafica single player in terza persona. Il gameplay ha la struttura tipica dei giochi della Telltale Games, basati su una sequenza di animazioni e dialoghi tra i personaggi, in cui il giocatore compie scelte che influenzano lo sviluppo della trama e spesso ne determinano il finale.
Il gioco presenta situazioni tipiche del punta e clicca, in cui il giocatore controlla un personaggio muovendosi in ambientazioni 3D, con la possibilità di interagire in vari modi con gli oggetti e gli altri personaggi attraverso un puntatore; nelle scene d'azione o di combattimento sono presenti diversi quick time event, che, se sbagliati, possono portare al game over o a generare importanti conseguenze nella trama, come la morte di un personaggio.
Il giocatore controlla Michonne, durante l'apocalisse zombie, seguendo le vicende della sua lotta per la sopravvivenza, e facendo luce sul suo passato.

## Ambientazione
Il videogioco è uno spin-off della versione di The Walking Dead riadattata da Telltale Games.
Mentre The Walking Dead è ambientato in Georgia, The Walking Dead: Michonne è ambientato in alcune località costiere situate nella costa orientale degli Stati Uniti d’America, durante l’apocalisse zombie.
Cronologicamente, si colloca tra l’episodio 126 e 139 del fumetto e tra la quinta e la sesta stagione della serie tv.

## Scelte
L'aspetto peculiare dei giochi targati Telltale Games è la grande importanza attribuita alle scelte del giocatore, in grado di influenzare l'intreccio narrativo e garantire un'esperienza diversa in base alle decisioni prese. In The Walking Dead: Michonne, le scelte più importanti, con conseguenze dirette sulla trama, sono quindici, cinque per ogni episodio. I dati salvati sul server del gioco permettono di ottenere statistiche sulla percentuale dei giocatori che hanno deciso di prendere determinate scelte, mostrando a livello globale quali sono state le scelte preferite dai videogiocatori.

## Episodi
| Episodio | Scritto da                                                    | Design di                                       | Pubblicazione originale (X360, XOne, PS3, PS4, PC, OS X, iOS, Android, PSVita) | Valutazione GameRankings                            | Valutazione Metacritic                              |
| --- | ------------------------------------------------------------- | ----------------------------------------------- | ------------------------------------------------------------------------------ | --------------------------------------------------- | --------------------------------------------------- |
| |                                                               |                                                 |                                                                                |                                                     |                                                     |
| Episodio 1 - In Too Deep | Megan Thornton, Nicole Martinez                               | Chris Hockabout, Emily Garrison, Grady Standard | 23 febbraio 2016                                                               | (PS4) 70,78% (XOne) 65,83% (PC) 70,18% (iOS) 72,50% | (PS4) 70/100 (XOne) 65/100 (PC) 69/100 (iOS) 73/100 |
| Michonne conosce Pete e il suo gruppo; nel tentativo di salvare Vanessa, una compagna dispersa, i due vengono fatti prigionieri da Randall e portati a Monroe. |                                                               |                                                 |                                                                                |                                                     |                                                     |
| |                                                               |                                                 |                                                                                |                                                     |                                                     |
| Episodio 2 - Give no Shelter | Zack Keller, Andrew Hanson                                    | John Bernhelm, Mickey Lynn                      | 29 marzo 2016                                                                  | (PS4) 82,75% (XOne) 80,00% (PC) 66,60% (iOS) 70,00% | (PS4) 82/100 (XOne) 78/100 (PC) 66/100 (iOS) 70/100 |
| Michonne e Pete devono decidere dove passare la notte e trovare un modo per aiutare Samantha, rimasta ferita durante la fuga da Monroe.                        |                                                               |                                                 |                                                                                |                                                     |                                                     |
| |                                                               |                                                 |                                                                                |                                                     |                                                     |
| Episodio 3 - What We Deserve | Nicole Martinez, Erica Harrell, Desirée Proctor, Joshua Rubin | Michael McCormick, Jean Francois Guastalla      | 26 aprile 2016                                                                 | (PS4) 72,83% (XOne) 78,75% (PC) 71,74% (iOS) 90,00% | (PS4) 76/100 (XOne) 73/100 (PC) 71/100 (iOS) 90/100 |
| Michonne, Pete, Samantha e i membri della sua famiglia devono prepararsi allo scontro con Norma, desiderosa di vendetta.                                       |                                                               |                                                 |                                                                                |                                                     |                                                     |

## Trama

### Episodio 1
Il giocatore, nei panni di Michonne, si trova inizialmente su una barca assieme a quattro uomini. Un flashback di Michonne mostra
il ricordo dell'abbandono delle sue figlie. Il dolore associato al ricordo suscita in lei l'idea di suicidarsi; se decide di provare
a compiere il suicidio, Pete, il capobarca glielo impedisce. Pete a seguito di questa scena, convince Michonne ad aiutarlo nel 
ritrovare Vanessa, una sua compagna dispersa durante l'apocalisse zombie. Michonne utilizza una stazione radio per cercare delle tracce che portino a Vanessa, ma, nel frattempo, la barca rimane incastrata su alcuni scogli vicino alla costa. Ciò costringe Michonne e Pete a salpare su una scialuppa di salvataggio rudimentale alla ricerca di un modo per risolvere il problema.
Il viaggio però dura poco, perché alcuni zombie erranti riescono a raggiungere la scialuppa. I due personaggi sono costretti
ad abbandonare la scialuppa e raggiungono a nuoto un traghetto abbandonato per sfuggire alla minaccia. All'interno del traghetto,
loro decidono di cercare alcune provviste, ma si imbattono in un'imboscata di Samantha e Greg, due fratelli anch'essi in cerca di
provviste. Mentre Michonne, Pete, Samantha e Greg combattono contro alcuni zombie, fa la sua apparizione Randall, un membro di una
comunità chiamata Monroe, che prende in ostaggio i quattro personaggi.
Il gruppo viene portato via barca in una piccola città portuale, dove Michonne conosce Norma, la sorella di Randall, la quale è a capo della comunità. Michonne e Samantha vengono legate e portate nello scantinato di una nave. Samantha riesce a liberarsi e chiede a Michonne di colpire Randall appena verrà ad interrogarle. Il giocatore può scegliere se attaccare Randall o parlare pacificamente: se il giocatore decide di attaccarlo, Randall vince lo scontro e porta Michonne al cospetto di Norma; in caso contrario, Randall informa Michonne che Norma vuole parlarle, e la accompagna da lei.
Quando Norma interroga Michonne, il giocatore sceglie le risposte da dare a Norma, che confronta
la versione di Michonne con quella di Greg. In ogni caso, la versione dei due non combacia e Michonne deve quindi scegliere se aiutare 
Greg o difendere la sua versione. Norma, spazientita in entrambi i casi, decide di interrogare da sola Pete e ordina a Randall e 
Zachary, un giovane membro della comunità, di continuare a interrogare Michonne, Samantha e Greg all'interno di una stanza della nave.
Durante l'interrogatorio, Randall porge la sua pistola a Zachary spingendolo ad interrogare i tre, ma Zachary, in preda al panico, 
inizia a discutere animatamente con Randall e finisce per sparare accidentalmente a Greg, che muore poco dopo. Michonne distrugge
il cranio di Greg per evitare che si trasformi in uno zombie e disarma Zachary. La pistola rimasta in terra viene presa da Samantha
che prova a vendicare la morte di Greg; il giocatore può scegliere di salvare Zachary disarmando Samantha o lasciare che Samantha prema
il grilletto.

### Episodio 2
In base alle scelte del giocatore, il secondo episodio può iniziare in due modi: se Zachary è stato ucciso, Michonne e Samantha
tendono un'imboscata a Jonas, il compagno di Zachary, colpendolo e immobilizzandolo con delle corde; se Michonne è riuscita ad impedire
a Samantha di premere il grilletto, Zachary si scusa per aver ucciso Greg e promette alle due ragazze di aiutarle
a fuggire con l'aiuto di Jonas.
Michonne decide di andare a salvare Pete, ma nel momento in cui riesce a liberarlo, la fuga viene ostacolata da Norma. Inizia così
uno scontro tra Michonne, Samantha, Randall e Norma, in cui hanno la meglio Michonne e Samantha. Le due ragazze assieme a Pete si 
rifugiano in una barca vicina. Pete si offre per arrendersi e salvare le due; il giocatore può scegliere se accettare la resa di Pete
o fermarlo e portarlo via utilizzando Michonne. Se Pete si arrende, verrà catturato da Norma e tenuto in ostaggio.
Se il giocatore sceglie di salvare Pete, Michonne distoglie Pete dalle sue intenzioni e inizia a farsi strada sulle banchine,
colpendo con il machete alcuni membri della comunità che provano a fermarne la fuga.
A questo punto, Michonne, Samantha e Pete (se è stato portato via da Michonne) riescono a trovare una barca funzionante e salpano per il mare aperto, decidendo di dirigersi 
a casa del padre di Samantha per recuperare le forze. I tre attraccano su una spiaggia, ma si accorgono che i seguaci di Norma li stanno ancora inseguendo via mare, sparando
dalle barche con alcuni fucili. Inoltre, da un piccolo bosco nei pressi della spiaggia, appare un'orda di zombie in cerca di cibo.
Michonne decide di creare un diversivo, afferra il machete e colpisce due zombie, tagliandone braccia e mascella, dopodiché afferra 
una corda legata ad una barca, legandola al collo dei due zombie come un collare. Gli zombie essendo ciechi, capiscono dove siano
le loro prede attraverso l'olfatto, ma il forte odore della carne in putrefazione li confonde: per questo motivo non attaccano il 
gruppo di Michonne.
Mentre i personaggi si fanno strada tra gli zombie, uno dei colpi sparati dagli scagnozzi di Norma colpisce la spalla 
di Samantha. Il gruppo viene costretto a fuggire, e una volta seminati gli scagnozzi, raggiunge la casa del padre di Samantha.
Michonne porta velocemente in casa Samantha, semisvenuta, e la appoggia su un tavolo, dove, con l'aiuto dei familiari, rimuove il 
proiettile conficcato nella spalla e cauterizza la ferita. John, il padre di Samantha, decide di parlare in privato con Michonne chiedendole
di Greg. Però, durante la conversazione, Randall spara in testa a John con il suo fucile, e assieme a due scagnozzi, irrompe nel giardino della
casa.
Michonne elimina i due scagnozzi e si dirige verso Randall, che sta lottando con Paige, la migliore amica di Samantha.
Randall e Michonne si scontrano; tra i due ha la meglio Michonne, che con l'aiuto di Paige riesce a bloccare Randall attraverso una
morsa meccanica, incastrando le sue mani in essa. Dopo lo scontro, Michonne prende il walkie-talkie di Randall, dal quale si sente
la voce di Norma; il giocatore può decidere se far parlare Randall con Norma, utilizzare Randall come pedina di scambio, raggirare Norma
o evitare di rispondere. Randall, nonostante la situazione in cui si trova, continua a schernire Michonne; il giocatore può scegliere 
se ucciderlo o meno.

### Episodio 3
All'inizio del terzo episodio, Norma contatta via walkie-talkie Michonne, informandola di aver fatto prigionieri i suoi compagni, e 
del suo imminente arrivo nella casa di John per un accordo, ovvero scambiare i compagni di Michonne con Randall. Michonne può decidere
di trattare con Norma (se Randall è ancora vivo), rifiutare l'accordo e dichiararle guerra o fingere che Randall sia
ancora vivo (se Randall è morto). Nel frattempo Samantha decide di seppellire John nel giardino di casa, accanto alla tomba di sua madre;
il giocatore può scegliere di aiutarla o lasciarla da sola.
Michonne, dopo questa scelta, inizia a prepararsi per l'arrivo di Norma, cerca armi nella casa e trova due pistole. Il giocatore può 
scegliere i personaggi a cui dare una pistola tra tutti quelli che si trovano nella casa di John, compresi Alex e James, fratelli minori
di Greg e Samantha; inoltre, deve compiere alcune scelte importanti: decidere se rimanere nella casa, o fuggire altrove con gli
altri personaggi, scegliere se dire la verità ai due bambini riguardo alla sorte del padre, e convincere Paige a restare o lasciarla
andare via.
Una volta che il giocatore finisce di effettuare le scelte, Norma bussa al cancello, invitando Michonne a parlare con lei.
Il giocatore decide l'approccio da attuare nei confronti dell'antagonista, affrontando Norma o provando a trattare.
Se si sceglie di trattare, l'obbiettivo di Michonne sarà quello di salvare i suoi compagni. Se Randall è morto, si può scegliere di 
mostrare lo zombie di Randall legato e con un sacco in testa fingendo che Randall sia vivo; se Randall è vivo, Michonne può scegliere 
se restituirlo a Norma in cambio dei suoi compagni, oppure ucciderlo di fronte a lei.
In ogni caso, al termine della trattativa, Norma si infuria con Michonne per lo stato in cui trova Randall, e ordina ai membri 
della sua comunità di aprire il fuoco. Mentre i compagni del gruppo di Michonne si mettono al riparo entrando nel cancello,
gli spari uccidono Berto, uno dei compagni di Pete, e inizia uno scontro tra i due gruppi. Nel caso in cui Randall è vivo,
inizia un breve scontro tra lui e Michonne, che si conclude con la morte di Randall. Gli scagnozzi di Norma entrano nel giardino nella
casa e vengono uccisi da Michonne, dopodiché, se Zachary è ancora vivo, aiuta i superstiti del gruppo di Michonne combattendo contro
Norma, la quale, dopo che alcuni membri del suo gruppo sono stati uccisi, prova ad uccidere Michonne.
Dopo un violento combattimento tra le due, Michonne taglia il braccio destro di Norma e la spinge contro un'orda di zombie attirata 
dagli spari. Michonne, in questo frangente, può decidere di lasciar divorare Norma dagli zombie o di porre fine alle sue sofferenze 
con un colpo di pistola.
In seguito, Michonne e Samantha entrano nella casa di John, ma vengono visti da alcuni compagni di Norma, che iniziano a tirare
molotov dentro le finestre. A questo punto, Michonne, comincia ad avere allucinazioni su eventi del passato; immagina di 
trovarsi nella sua vecchia casa con suo marito e vede davanti a sé Colette ed Elodie, le sue figlie scomparse. In un susseguirsi di allucinazioni e momenti di lucidità, Michonne riesce a salvare Alex e James, che si erano nascosti in un armadio.
Dopo aver portato Alex e James al riparo, Michonne e Samantha devono fuggire dalla casa in fiamme; ed è in questo istante che Michonne
inizia ad avere una crisi allucinogena, in cui vede Elodie, Colette e suo marito, che la pregano di non andare via di casa. Dopo un breve
dialogo, il giocatore deve compiere la scelta finale: restare a casa con la famiglia di Michonne o andare via con Samantha. Se si
sceglie di restare a casa con la famiglia, Samantha salva Michonne portandola via, ma nel farlo, viene inghiottita dalle fiamme.
Se invece, si sceglie di andare via con Samantha, i due personaggi saltano fuori da una finestra e Michonne sviene nella caduta.
Al risveglio di Michonne, lei, Samantha, Paige, Pete, e il resto del gruppo si incamminano verso la barca di Pete. Pete si rivolge
a Michonne, chiedendole se ha avuto allucinazioni, Michonne risponde affermativamente al dubbio di Pete, il quale le consiglia di 
tornare ad Alexandria e ricongiurgersi al gruppo di Rick Grimes. Mentre il gruppo cammina diretto alla barca di Pete, Michonne ha un'ultima allucinazione in cui vede Colette ed Elodie in un bosco in lontananza, ma decide di voltarsi e proseguire il cammino.

## Personaggi principali

### Michonne
La protagonista del gioco: ex-avvocata, è divorziata (dal marito Dominic) e madre di due figlie: Colette ed Elodie.
È un personaggio dall'animo tormentato, che ha subito il trauma della scomparsa delle figlie. Dopo l’allontanamento dal gruppo di Rick Grimes si ritrova a sopravvivere da sola, ma il pensiero ricorrente delle figlie le provoca spesso incubi e allucinazioni visive, portandola alla depressione e al tentato suicidio (viene fermata da Pete).
Nonostante ciò, si dimostra una donna scaltra, intelligente e molto abile nel combattimento e nel maneggiare armi da taglio come katane o machete. Doppiata da Samira Wiley.

### Pete
Il pescatore dall’animo buono. Appare per la prima volta quando salva Michonne dal suicidio e si dimostra una persona molto altruista ed empatica. È il proprietario della barca su cui Michonne si trova all’inizio del gioco, ed è a capo di un gruppo di superstiti sopravvissuti all’apocalisse zombie. Doppiato da Malik Yoba.

### Samantha
La compagna di avventure di Michonne. Inizialmente appare come un nemico, quando, assieme al fratello Greg, tende un'imboscata a Michonne e Pete su un traghetto abbandonato. Ma, dopo essere stata salvata da Michonne, si rileva una persona gentile, audace, determinata e molto protettiva nei confronti dei membri della sua famiglia e del gruppo di Michonne. Doppiata da Devery Jacobs.

### Greg
Il fratello minore di Samantha. Si dimostra ostile e diffidente verso Michonne la prima volta che si incontrano, ma, in base alle scelte del giocatore durante l’interrogatorio con Norma, può diventare amichevole o scontroso. Quando viene ucciso da Zachary, Michonne è costretta a spaccargli il cranio per impedire la sua trasformazione in zombie. Doppiato da Booboo Stewart.

### Paige
La migliore amica di Samantha. Paige è una ragazza leale, coraggiosa e molto legata a Samantha. Quando Michonne e Pete portano Samantha fino alla casa di John, Paige inizialmente è diffidente nei loro confronti, ma cambia velocemente attitudine, quando Michonne sutura la ferita di Samantha. Durante la battaglia tra il gruppo di Michonne e il gruppo di Norma, in base alle scelte del giocatore, Paige può fare il cecchino dalla casa di Samantha e può uccidere uno tra Randall, Gabby, Jonas e Norma e almeno due membri della comunità di Monroe. Doppiata da Brina Palencia.

### John
Il padre di Samantha, Greg, Alex e James. John è un uomo molto intelligente e protettivo, che si prende cura di Paige, Alex e James (i fratelli minori di Samantha e Greg). Dopo che Michonne gli promette di prendersi cura di Samantha, viene ucciso da Randall. Doppiato da Jonathan Joss.

### Norma
L’antagonista principale. Norma è a capo di una comunità portuale chiamata Monroe. Si dimostra inizialmente tranquilla e rispettosa nei confronti di Michonne, ma, a seguito della fuga di Michonne da Monroe, diventa progressivamente più rabbiosa, finendo per dichiarare guerra a Michonne e portando allo scontro nel giardino della casa della famiglia di Samantha. Doppiata da Cissy Jones.

### Randall
Il fratello furioso di Norma. Randall è un personaggio impulsivo e irascibile ed è il co-capo della comunità di Monroe. Appare per la prima volta sul traghetto abbandonato, dove fa prigionieri Michonne, Pete, Samantha e Greg portandoli a Monroe. Dopo la fuga di Michonne da Monroe, si presenta nei pressi della casa di Samantha assieme ai suoi scagnozzi, ma viene fermato e fatto prigioniero da Michonne, che deciderà la sua sorte. Doppiato da Derek Phillips.

### Oak
Uno dei membri della ciurma di Pete. Oak si presenta come un uomo simpatico e saggio, appare nelle prime scene del gioco ed è molto amichevole nei confronti di Michonne. Viene ucciso con un colpo di fucile da Norma, durante lo scontro tra Norma e Michonne. Doppiato da Ron Bottitta.

### Zachary
Il guardiano di Monroe. Zachary è un ragazzo buono e gentile che svolge un lavoro di controllo dei prigionieri all’interno di Monroe. Durante l’interrogatorio di Michonne, Samantha e Greg, viene minacciato, insultato e provocato da Randall, finendo per sparare accidentalmente a Greg. Michonne può scegliere se ucciderlo o perdonarlo; in caso di perdono, Zachary aiuterà Michonne e Samantha a fuggire da Monroe. 
Doppiato da Parry Shen.

## Colonna sonora
I brani presenti in The Walking Dead Michonne sono stati composti da Jared Emerson-Johnson, che ha lavorato per molti altri videogiochi della Telltale Games.
Le canzoni utilizzate all’interno del gioco riescono a ricreare atmosfere intense e a coinvolgere il giocatore, trasmettendogli forti emozioni.
- Episodio 1: Wolf, scritta da Klara Maria Söderbergh e Johanna Kajsa Söderbergh, suonata da First Aid Kit[35].
- Episodio 2: Gun In My Hand, scritta da Mark A. Jackson, Ian Brendon Scott, Dorothy Martin e George Robertson, suonata da Dorothy[35].
- Episodio 3: To The Bone, scritta e suonata da Mirel Wagner[36].

## Accoglienza
Il gioco ha ricevuto molte critiche riguardo problemi tecnici e di crash della versione PC, e per il gameplay, considerato ripetitivo e pressoché uguale agli altri titoli della Telltale Games, soprattutto per 
l’utilizzo esagerato dei Quick time event. Altre critiche sono state espresse nei confronti della breve durata del gioco (attorno alle 4/5 ore), che non ha consentito di sviluppare in modo profondo la storyline.
Il terzo episodio, What We Deserve, è stato il più bersagliato dal giudizio della critica, soprattutto per quanto riguarda la sovrabbondanza di dialoghi e la battaglia tra Norma e Michonne, considerata molto breve e povera di contenuti scenici e coreografici.
Il gioco, tuttavia, è stato ben accolto dai fan della serie, soprattutto per quanto riguarda l’introspezione del personaggio di Michonne, da sempre considerato uno
dei più affascinanti e misteriosi della serie, e l’intensità della narrazione, capace di coinvolgere il giocatore nelle scelte del gioco e di creare un legame emotivo tra il giocatore e i personaggi.